# براهخس د مدینا
براهخس د مدینا (به اسپانیایی: Brahojos de Medina) یک شهرستان در اسپانیا است که در استان وایادولید واقع شده‌است.